# بیسنته آرو
بیسِنته آرو (اسپانیایی: Vicente Haro‎؛ ‏ ۱ نوامبر ۱۹۳۰ – ۱۴ آوریل ۲۰۱۰) بازیگر اهل اسپانیا بود. او پدر بازیگر اسپانیایی انریکه سان فرانسیسکو هم بود، اما تا سن ۱۷ سالگی فرزند، او را ندیده بود.
از فیلم‌ها یا برنامه‌های تلویزیونی که وی در آن نقش داشته است، می‌توان به پس از کلاس، پزشک خانوادگی، بیمارستان مرکزی، خون‌آشام‌های ۱۹۳۰، زمین و ۲۰ سانتی‌متر اشاره کرد.